# Hemus Air
Hemus Air (tiếng Bulgaria: Хемус Ер) [mã IATA = DU, mã ICAO = HMS) là hãng hàng không của Bulgaria, trụ sở ở Sofia. Hãng có các tuyến đường chở khách trong nước, quốc tế cũng như chở khách thuê bao, chở hàng hóa và bay cứu thương. Căn cứ chính của hãng ở Sân bay Sofia, và căn cứ khác ở Sân bay Varna.

## Lịch sử
Hemus Air được thành lập và bắt đầu hoạt động từ năm 1996 khi tách ra từ hãng Balkan Bulgarian Airlines và do hãng TIM ở Varna sở hữu.. Hemus Air được chính phủ Bulgaria chọn để bán hãng hàng không quốc gia Bulgaria Air và ngày 4.7.2007 Hemus Air đã mua 99,9% cổ phần của Bulgaria Air bằng 6,6 triệu euro, đồng thời hứa sẽ đầu tư thêm 86 triệu euro nữa trong vòng 5 năm. Hiện nay Hemus Air dự trù sẽ hợp nhất với Bulgaria Air và các chuyến bay của Hemus Air nay đều mang tên hiệu Bulgaria Air.

## Các nơi đến

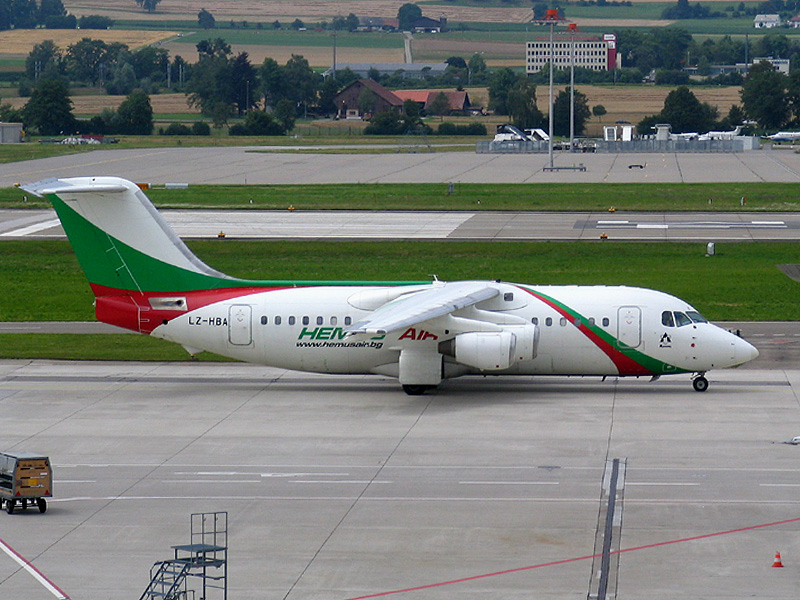
Máy bay BAe 146-200 LZ-HBA của Hemus Air

Mọi nơi đến của Hemus Air nay đều mang tên hiệu Bulgaria Air.

## Đội máy bay
(Tháng 8/2008):
- 2 Airbus A319-112
- 1 Avro RJ70 (bay cho TIM Holding)

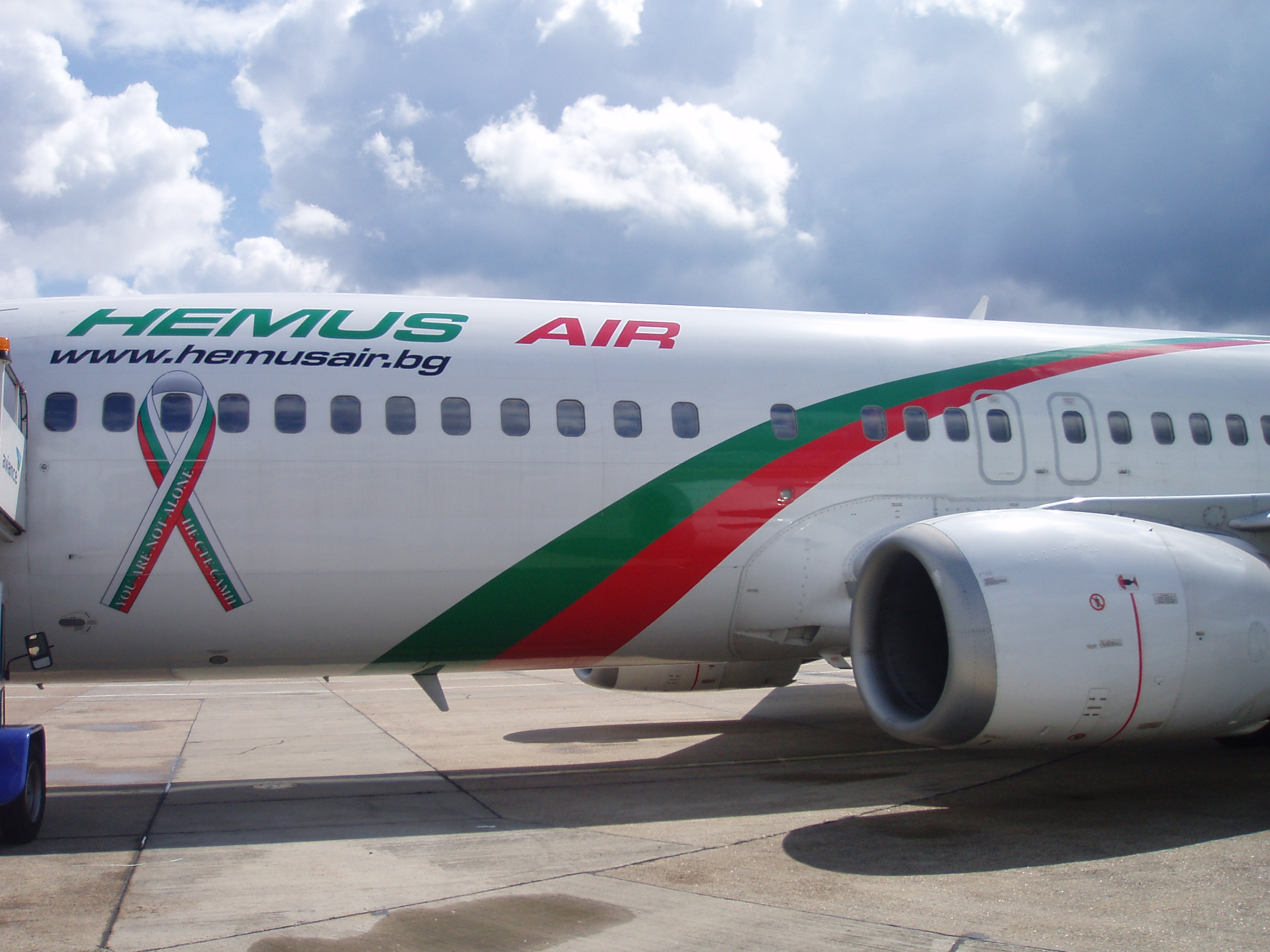
Máy bay của Hemus Air

- 4 BAe 146-200 (1 bay cho Belle Air)
- 4 BAe 146-300 (2 bay cho Taban Air)
- 1 Boeing 737-300
- 1 Boeing 737-400

Tính tới 30.6.2008, tuổi trung bình các máy bay của Hemus Air là 19.3 năm().